# لا پوئبلا د آلمرادیل
لا پوئبلا د آلمرادیل (به اسپانیایی: La Puebla de Almoradiel) یک شهرستان در اسپانیا است که در استان تولدو واقع شده‌است.

## خصوصیات
لا پوئبلا د آلمرادیل ۱۰۶ کیلومترمربع مساحت و ۵٬۷۷۰ نفر جمعیت دارد و ۶۹۵ متر بالاتر از سطح دریا واقع شده‌است.